# Az Australian Open női páros döntői
Az alábbi táblázat az év első Grand Slam-tornája, az Australian Open női páros döntőit tartalmazza.
Az eddigi mindkét magyar tornagyőzelmet Babos Tímea szerezte, 2018-ban és 2020-ban.

## Döntők (1922–től)
| Év           | Győztesek                                                                               | Ellenfelek a döntőben                                         | Eredmény a döntőben                                           |
| 2025         | Kateřina Siniaková Taylor Townsend                                                      | Hszie Su-vej Jeļena Ostapenko                                 | 6–2, 6–7(4), 6–3                                              |
| 2024         | Hszie Su-vej Elise Mertens                                                              | Ljudmila Kicsenok Jeļena Ostapenko                            | 6–1, 7–5                                                      |
| 2023         | Barbora Krejčíková Kateřina Siniaková                                                   | Aojama Súko Sibahara Ena                                      | 6–4, 6–3                                                      |
| 2022         | Barbora Krejčíková Kateřina Siniaková                                                   | Anna Danilina Beatriz Haddad Maia                             | 6–7(3), 6–4, 6–4                                              |
| 2021         | Elise Mertens Arina Szabalenka                                                          | Barbora Krejčíková Kateřina Siniaková                         | 6–2, 6–3                                                      |
| 2020         | Babos Tímea Kristina Mladenovic                                                         | Hszie Su-vej Barbora Strýcová                                 | 6–2, 6–1                                                      |
| 2019         | Samantha Stosur Csang Suaj                                                              | Babos Tímea Kristina Mladenovic                               | 6–4, 6–3                                                      |
| 2018         | Babos Tímea Kristina Mladenovic                                                         | Jekatyerina Makarova Jelena Vesznyina                         | 6–4, 6–3                                                      |
| 2017         | Bethanie Mattek-Sands Lucie Šafářová                                                    | Andrea Hlaváčková Peng Suaj                                   | 6–7(4), 6–3, 6–3                                              |
| 2016         | Martina Hingis Szánija Mirza                                                            | Andrea Hlaváčková Lucie Hradecká                              | 6–4, 3–6, 7–5                                                 |
| 2015         | Bethanie Mattek-Sands Lucie Šafářová                                                    | Csan Jung-zsan Cseng Csie                                     | 6–4, 3–6, 7–5                                                 |
| 2014         | Sara Errani Roberta Vinci                                                               | Jekatyerina Makarova Jelena Vesznyina                         | 6–4, 3–6, 7–5                                                 |
| 2013         | Sara Errani Roberta Vinci                                                               | Ashleigh Barty Casey Dellacqua                                | 6–2, 3–6, 6–2                                                 |
| 2012         | Szvetlana Kuznyecova Vera Zvonarjova                                                    | Sara Errani Roberta Vinci                                     | 5–7, 6–4, 6–3                                                 |
| 2011         | Gisela Dulko Flavia Pennetta                                                            | Viktorija Azarenka Marija Kirilenko                           | 2–6, 7–5, 6–1                                                 |
| 2010         | Serena Williams Venus Williams                                                          | Cara Black Liezel Huber                                       | 6–4, 6–3                                                      |
| 2009         | Serena Williams Venus Williams                                                          | Daniela Hantuchová Szugijama Ai                               | 6–3, 6–3                                                      |
| 2008         | Alona Bondarenko Katerina Bondarenko                                                    | Viktorija Azaranka Sahar Peér                                 | 2–6, 6–1, 6–4                                                 |
| 2007         | Cara Black Liezel Huber                                                                 | Csan Jung-zsan Csuang Csia-zsung                              | 6–4, 6–7(4), 6–1                                              |
| 2006         | Jen Ce Cseng Csie                                                                       | Lisa Raymond Samantha Stosur                                  | 2–6, 7–6(7), 6–3                                              |
| 2005         | Szvetlana Kuznyecova Alicia Molik                                                       | Lindsay Davenport Corina Morariu                              | 6–3, 6–4                                                      |
| 2004         | Virginia Ruano Pascual Paola Suárez                                                     | Szvetlana Kuznyecova Jelena Lihovceva                         | 6–4, 6–3                                                      |
| 2003         | Serena Williams Venus Williams                                                          | Virginia Ruano Pascual Paola Suárez                           | 4–6, 6–4, 6–3                                                 |
| 2002         | Martina Hingis Anna Kurnyikova                                                          | Daniela Hantuchová Arantxa Sánchez Vicario                    | 6–2, 6–7(7), 6–1                                              |
| 2001         | Serena Williams Venus Williams                                                          | Lindsay Davenport Corina Morariu                              | 6–2, 4–6, 6–4                                                 |
| 2000         | Lisa Raymond Rennae Stubbs                                                              | Martina Hingis Mary Pierce                                    | 6–4, 5–7, 6–4                                                 |
| 1999         | Martina Hingis Anna Kurnyikova                                                          | Lindsay Davenport Natallja Zverava                            | 7–5, 6–3                                                      |
| 1998         | Martina Hingis Mirjana Lučić                                                            | Lindsay Davenport Natallja Zverava                            | 6–4, 2–6, 6–3                                                 |
| 1997         | Martina Hingis Natallja Zverava                                                         | Lindsay Davenport Lisa Raymond                                | 6–2, 6–2                                                      |
| 1996         | Chanda Rubin Arantxa Sánchez Vicario                                                    | Lindsay Davenport Mary Joe Fernández                          | 7–5, 2–6, 6–4                                                 |
| 1995         | Jana Novotná Arantxa Sánchez Vicario                                                    | Gigi Fernández Natallja Zverava                               | 6–3, 6–7(7), 6–4                                              |
| 1994         | Gigi Fernández Natallja Zverava                                                         | Patty Fendick Meredith McGrath                                | 6–3, 4–6, 6–4                                                 |
| 1993         | Gigi Fernández Natallja Zverava                                                         | Pam Shriver Elizabeth Smylie                                  | 6–4, 6–3                                                      |
| 1992         | Arantxa Sánchez Vicario Helena Suková                                                   | Mary Joe Fernández Zina Garrison                              | 6–4, 7–6(3)                                                   |
| 1991         | Patty Fendick Mary Joe Fernández                                                        | Gigi Fernández Jana Novotná                                   | 7–6(4), 6–1                                                   |
| 1990         | Jana Novotná Helena Suková                                                              | Patty Fendick Mary Joe Fernández                              | 7–6(5), 7–6(6)                                                |
| 1989         | Martina Navratilova Pam Shriver                                                         | Patty Fendick Jill Hetherington                               | 3–6, 6–3, 6–2                                                 |
| 1988         | Martina Navratilova Pam Shriver                                                         | Chris Evert Wendy Turnbull                                    | 6–0, 7–5                                                      |
| 1987         | Martina Navratilova Pam Shriver                                                         | Zina Garrison Lori McNeil                                     | 6–1, 6–0                                                      |
| 1986         | Időpontváltozás miatt miatt ebben az évben nem rendezték meg.                           | Időpontváltozás miatt miatt ebben az évben nem rendezték meg. | Időpontváltozás miatt miatt ebben az évben nem rendezték meg. |
| 1985         | Martina Navratilova Pam Shriver                                                         | Claudia Kohde-Kilsch Helena Suková                            | 6–3, 6–4                                                      |
| 1984         | Martina Navratilova Pam Shriver                                                         | Claudia Kohde-Kilsch Helena Suková                            | 6–3, 6–4                                                      |
| 1983         | Martina Navratilova Pam Shriver                                                         | Anne Hobbs Wendy Turnbull                                     | 6–4, 6–7, 6–2                                                 |
| 1982         | Martina Navratilova Pam Shriver                                                         | Claudia Kohde-Kilsch Eva Pfaff                                | 6–4, 6–2                                                      |
| 1981         | Kathy Jordan Anne Smith                                                                 | Martina Navrátilová Pam Shriver                               | 6–2, 7–5                                                      |
| 1980         | Martina Navrátilová Betsy Nagelsen                                                      | Ann Kiyomura Candy Reynolds                                   | 6–4, 6–4                                                      |
| 1979         | Judy Chaloner Dianne Evers                                                              | Leanne Harrison Marcella Mesker                               | 6–1, 3–6, 6–0                                                 |
| 1978         | Betsy Nagelsen Renáta Tomanová                                                          | Szató Naoko Pam Whytcross                                     | 7–5, 6–2                                                      |
| 1977 (dec.)  | Mona Schallau Guerrant Kerry Melville Reid Evonne Goolagong Cawley Helen Gourlay Cawley | Eső miatt nem játszották le a döntőt.                         | Eső miatt nem játszották le a döntőt.                         |
| 1977 (jan.)  | Dianne Fromholtz Balestrat Helen Gourlay Cawley                                         | Betsy Nagelsen Kerry Ann Reid                                 | 5–7, 6–1, 7–5                                                 |
| 1976         | Evonne Goolagong Cawley Helen Gourlay Cawley                                            | Lesley Turner Bowrey Renáta Tomanová                          | 8–1                                                           |
| 1975         | Evonne Goolagong Cawley Peggy Michel                                                    | Margaret Smith Court Olga Morozova                            | 7–6, 7–6                                                      |
| 1974         | Evonne Goolagong Cawley Peggy Michel                                                    | Kerry Harris Kerry Ann Reid                                   | 7–5 6–3                                                       |
| 1973         | Margaret Smith Court Virginia Wade                                                      | Kerry Harris Kerry Ann Reid                                   | 6–4, 6–4                                                      |
| 1972         | Kerry Harris Helen Gourlay Cawley                                                       | Patricia Coleman Karen Krantzcke                              | 6–0, 6–4                                                      |
| 1971         | Margaret Smith Court Evonne Goolagong                                                   | Jill Emmerson Lesley Hunt                                     | 6–0, 6–0                                                      |
| 1970         | Margaret Smith Court Judy Tegart Dalton                                                 | Karen Krantzcke Kerry Ann Reid                                | 6–3, 6–1                                                      |
| 1969         | Margaret Smith Court Judy Tegart Dalton                                                 | Rosemary Casals Billie Jean King                              | 6–4, 6–4                                                      |
| ↑ Open era ↑ |                                                                                         |                                                               |                                                               |
| 1968         | Karen Krantzcke Kerry Ann Reid                                                          | Judy Tegart Dalton Lesley Turner Bowrey                       | 6–4, 3–6, 6–2                                                 |
| 1967         | Lesley Turner Bowrey Judy Tegart Dalton                                                 | Lorraine Coghlan Evelyn Terras                                | 6–0, 6–2                                                      |
| 1966         | Carole Caldwell Graebner Nancy Richey Gunter                                            | Margaret Smith Court Lesley Turner Bowrey                     | 6–4, 7–5                                                      |
| 1965         | Margaret Smith Court Lesley Turner Bowrey                                               | Robyn Ebbern Billie Jean Moffitt                              | 1–6, 6–2, 6–3                                                 |
| 1964         | Judy Tegart Dalton Lesley Turner Bowrey                                                 | Robyn Ebbern Margaret Smith Court                             | 6–4, 6–4                                                      |
| 1963         | Margaret Smith Court Robyn Ebbern                                                       | Jan Lehane O'Neill Lesley Turner Bowrey                       | 6–1, 6–3                                                      |
| 1962         | Margaret Smith Court Robyn Ebbern                                                       | Darlene Hard Mary Carter Reitano                              | 6–4, 6–4                                                      |
| 1961         | Mary Carter Reitano Margaret Smith Court                                                | Mary Bevis Hawton Jan Lehane O'Neill                          | 6–4, 3–6, 7–5                                                 |
| 1960         | Maria Bueno Christine Truman                                                            | Lorraine Coghlan Margaret Smith Court                         | 6–2, 5–7, 6–2                                                 |
| 1959         | Renee Schuurman Haygarth Sandra Reynolds Price                                          | Lorraine Coghlan Mary Carter Reitano                          | 7–5, 6–4                                                      |
| 1958         | Mary Bevis Hawton Thelma Coyne Long                                                     | Lorraine Coghlan Angela Mortimer Barrett                      | 7–5, 6–8, 6–2                                                 |
| 1957         | Althea Gibson Shirley Fry Irvin                                                         | Mary Bevis Hawton Fay Muller                                  | 6–2, 6–1                                                      |
| 1956         | Mary Bevis Hawton Thelma Coyne Long                                                     | Mary Carter Reitano Beryl Penrose                             | 6–2, 5–7, 9–7                                                 |
| 1955         | Mary Bevis Hawton Beryl Penrose                                                         | Nell Hall Hopman Gwen Thiele                                  | 7–5, 6–1                                                      |
| 1954         | Mary Bevis Hawton Thelma Coyne Long                                                     | Hazel Redick-Smith Julia Wipplinger                           | 6–3, 8–6                                                      |
| 1953         | Maureen Connolly Julia Sampson                                                          | Mary Bevis Hawton Beryl Penrose                               | 6–4, 6–2                                                      |
| 1952         | Thelma Coyne Long Nancye Wynne Bolton                                                   | Allison Burton Baker Mary Bevis Hawton                        | 6–1, 6–1                                                      |
| 1951         | Thelma Coyne Long Nancye Wynne Bolton                                                   | Joyce Fitch Mary Bevis Hawton                                 | 6–2, 6–1                                                      |
| 1950         | Louise Brough Doris Hart                                                                | Nancye Wynne Bolton Thelma Coyne Long                         | 6–2, 2–6, 6–3                                                 |
| 1949         | Thelma Coyne Long Nancye Wynne Bolton                                                   | Doris Hart Marie Toomey                                       | 6–0, 6–1                                                      |
| 1948         | Thelma Coyne Long Nancye Wynne Bolton                                                   | Mary Bevis Hawton Pat Jones                                   | 6–3, 6–3                                                      |
| 1947         | Thelma Coyne Long Nancye Wynne Bolton                                                   | Mary Bevis Hawton Joyce Fitch                                 | 6–3, 6–3                                                      |
| 1946         | Joyce Fitch Mary Bevis Hawton                                                           | Nancye Wynne Bolton Thelma Coyne Long                         | 9–7, 6–4                                                      |
| 1945         | Elmaradt a második világháború miatt.                                                   | Elmaradt a második világháború miatt.                         | Elmaradt a második világháború miatt.                         |
| 1944         | Elmaradt a második világháború miatt.                                                   | Elmaradt a második világháború miatt.                         | Elmaradt a második világháború miatt.                         |
| 1943         | Elmaradt a második világháború miatt.                                                   | Elmaradt a második világháború miatt.                         | Elmaradt a második világháború miatt.                         |
| 1942         | Elmaradt a második világháború miatt.                                                   | Elmaradt a második világháború miatt.                         | Elmaradt a második világháború miatt.                         |
| 1941         | Elmaradt a második világháború miatt.                                                   | Elmaradt a második világháború miatt.                         | Elmaradt a második világháború miatt.                         |
| 1940         | Thelma Coyne Long Nancye Wynne Bolton                                                   | Joan Hartigan Bathurst Emily Niemeyer                         | 7–5, 6–2                                                      |
| 1939         | Thelma Coyne Long Nancye Wynne Bolton                                                   | May Hardcastle Emily Hood Westacott                           | 7–5, 6–4                                                      |
| 1938         | Thelma Coyne Long Nancye Wynne Bolton                                                   | Dorothy Bundy Cheney Dorothy Workman                          | 9–7, 6–4                                                      |
| 1937         | Thelma Coyne Long Nancye Wynne Bolton                                                   | Nell Hall Hopman Emily Hood Westacott                         | 6–2, 6–2                                                      |
| 1936         | Thelma Coyne Long Nancye Wynne Bolton                                                   | May Blick Katherine Woodward                                  | 6–2, 6–4                                                      |
| 1935         | Evelyn Dearman Nancy Lyle                                                               | Louise Bickerton Nell Hall Hopman                             | 6–3, 6–4                                                      |
| 1934         | Margaret Molesworth Emily Hood Westacott                                                | Joan Hartigan Bathurst Ula Valkenburg                         | 6–8, 6–4, 6–4                                                 |
| 1933         | Margaret Molesworth Emily Hood Westacott                                                | Joan Hartigan Bathurst Marjorie Gladman Van Ryn               | 6–3, 6–2                                                      |
| 1932         | Coral McInnes Buttsworth Marjorie Cox Crawford                                          | Kathrine Le Mesurier Dorothy Weston                           | 6–2, 6–2                                                      |
| 1931         | Daphne Akhurst Cozens Louise Bickerton                                                  | Nell Lloyd Lorna Utz                                          | 6–0, 6–4                                                      |
| 1930         | Margaret Molesworth Emily Hood                                                          | Marjorie Cox Crawford Sylvia Lance Harper                     | 6–3, 0–6, 7–5                                                 |
| 1929         | Daphne Akhurst Cozens Louise Bickerton                                                  | Sylvia Lance Harper Meryl O’Hara Wood                         | 6–2, 3–6, 6–2                                                 |
| 1928         | Daphne Akhurst Cozens Esna Boyd Robertson                                               | Kathrine Le Mesurier Dorothy Weston                           | 6–3, 6–1                                                      |
| 1927         | Meryl O’Hara Wood Louise Bickerton                                                      | Esna Boyd Robertson Sylvia Lance Harper                       | 6–3, 6–3                                                      |
| 1926         | Meryl O’Hara Wood Esna Boyd Robertson                                                   | Daphne Akhurst Cozens Marjorie Cox Crawford                   | 6–3, 6–8, 8–6                                                 |
| 1925         | Sylvia Lance Harper Daphne Akhurst Cozens                                               | Esna Boyd Robertson Kathrine Le Mesurier                      | 6–4, 6–3                                                      |
| 1924         | Daphne Akhurst Cozens Sylvia Lance Harper                                               | Kathrine Le Mesurier Meryl O’Hara Wood                        | 7–5 ,6–2                                                      |
| 1923         | Esna Boyd Robertson Sylvia Lance Harper                                                 | Margaret Molesworth H. Turner                                 | 6–1, 6–4                                                      |
| 1922         | Esna Boyd Robertson Marjorie Mountain                                                   | Floris St. George Lorna Utz                                   | 1–6, 6–4, 7–5                                                 |